# Karl zu Ysenburg-Büdingen-Meerholz
Karl Wilhelm Ludwig Graf zu Ysenburg und Büdingen in Meerholz (* 7. Mai 1763 auf Schloss Meerholz; † 17. April 1832 ebenda) war Standesherr und Abgeordneter der kurhessischen Ständeversammlung.

## Leben

### Herkunft und Familie
Carl von Ysenburg-Büdingen-Meerholz entstammte dem mittelrheinischen Hochadelsgeschlecht Ysenburg und war der Sohn des Grafen Johann Friedrich von Ysenburg-Büdingen-Meerholz (1729–1802) und dessen Gemahlin Gräfin Caroline zu Salm (1734–1791).
Am 29. März 1785 heiratete er in Wittgenstein die Gräfin Caroline zu Sayn-Wittgenstein (1764–1833). Aus der Ehe gingen folgende Kinder hervor:
- Caroline (1786–1850), Kapitularin im Stift Wallenstein
- Georg (1787–1808)
- Wilhelm (*/† 1788)
- Antoinette (1790–1826)
- Luise Gräfin (1793–1866)
- Ludwig (1796–1818)

### Wirken
1802 folgte er seinem Vater als Standesherr und war damit erbliches Mitglied der kurhessischen Ständeversammlung. In den Jahren 1820 bis 1830 hatte er einen Sitz in der Ersten Kammer der Ständeversammlung.